# 澤井英久
澤井 英久（さわい ひでひさ、1948年 - ）は、日本の弁護士。新四谷法律事務所代表。日本弁護士連合会副会長、日本弁護士国民年金基金理事長、電気通信大学産学官連携センター客員教授等を歴任。

## 人物・経歴
大分県大分市出身。1973年一橋大学法学部卒業。1979年澤井法律事務所開設。2002年新四谷法律事務所を設立し代表に就任。2010年電気通信大学特任教授。2011年第二東京弁護士会会長、日本弁護士連合会副会長。2012年日本弁護士政治連盟副理事長、電気通信大学産学官連携センター知的財産部門客員教授、文部科学省学校法人運営調査委員。2015年日本弁護士国民年金基金第9代理事長、冨士ダイス取締役、2016年アイセイ薬局監査役。この間、文部科学省独立行政法人評価委員会高等教育分科会臨時委員、東京都土地利用審査会委員等も務めた。

## 著作
- 「家庭法律相談センターの発足にあたって」Niben frontier (3) (通号 226) 2002
- 「一層の公益活動を！」 Niben frontie(45) (通号 268) 2005
- 「新役員の抱負」Niben frontier(104) (通号 327) 2011
- 「中国の司法改革と日本の司法改革」民事法務 (360) 2014
- 「弁護士事始め : 不動産事件を中心として」民事法務 (371) 2016
- 「過疎地に赴任する若手弁護士を支援して」民事法務(379) 2018